# Teorema (filme)
Teorema é um filme italiano de 1968, realizado por Pier Paolo Pasolini.

## Sinopse
O filme retrata a história de um indivíduo e a sua influência em uma família burguesa. Curiosamente cada membro da família representa uma instituição e um segmento da sociedade italiana. Através de suas personagens o filme critica a futilidade, o comodismo e a alienação da burguesia.

## Elenco
- Silvana Mangano - (Lucia)
- Terence Stamp - (Visitante)
- Massimo Girotti - (Paolo)
- Anne Wiazemsky - (Odetta)
- Laura Betti - (Emilia)
- Andrés José Cruz Soublette - (Pietro)
- Giovanni Ivan Scratuglia - (Angelino)
- Alfonso Gatto - (Médico)
- Ninetto Davoli - (Mensageiro)